# العلاقات الألمانية الإيطالية
العلاقات الألمانية الإيطالية هي العلاقات الثنائية التي تجمع بين ألمانيا وإيطاليا.

## مقارنة بين البلدين
هذه مقارنة عامة ومرجعية للدولتين:
| وجه المقارنة                                              | ألمانيا                                                                              | إيطاليا                                                  |
| --------------------------------------------------------- | ------------------------------------------------------------------------------------ | -------------------------------------------------------- |
| المساحة (كم2)                                             | 357.41 ألف                                                                           | 301.34 ألف                                               |
| عدد السكان (نسمة)                                         | 81.29 مليون                                                                          | 60.60 مليون                                              |
| الكثافة السكانية (ن./كم²)                                 | 227.44                                                                               | 201.1                                                    |
| العاصمة                                                   | بون، برلين                                                                           | روما، فلورنسا، تورينو                                    |
| اللغة الرسمية                                             | اللغة الألمانية                                                                      | اللغة الإيطالية                                          |
| العملة                                                    | يورو، مارك ألماني                                                                    | يورو، ليرة إيطالية                                       |
| الناتج المحلي الإجمالي (بليون دولار)                      | 3.68 تريليون                                                                         | 1.93 تريليون                                             |
| الناتج المحلي الإجمالي (تعادل القوة الشرائية) بليون دولار | 3.92 تريليون                                                                         | 2.26 تريليون                                             |
| الناتج المحلي الإجمالي الاسمي للفرد دولار أمريكي          | 41.31 ألف                                                                            | 29.96 ألف                                                |
| الناتج المحلي الإجمالي للفرد دولار أمريكي                 | 46.40 ألف                                                                            | 35.46 ألف                                                |
| مؤشر التنمية البشرية                                      | 0.926                                                                                | 0.873                                                    |
| رمز المكالمات الدولي                                      | +49                                                                                  | +39                                                      |
| رمز الإنترنت                                              | .de                                                                                  | .it                                                      |
| المنطقة الزمنية                                           | توقيت وسط أوروبا، ت ع م+01:00، ت ع م+02:00، توقيت أوروبا الوسطى المعياري (ت غ م +1) ‏ | توقيت وسط أوروبا، ت ع م+01:00، ت ع م+02:00، أوروبا/روما ‏ |

## مدن متوأمة
في ما يلي قائمة باتفاقيات التوأمة بين مدن ألمانية وإيطالية:
- ترتبط Vietmannsdorf  [لغات أخرى]‏ مع Rosà [الإنجليزية]‏ باتفاقية توأمة.
- ترتبط كابلن مع ميراتي باتفاقية توأمة.
- ترتبط Albbruck [الإنجليزية]‏ مع كارمينانو دي برينتا باتفاقية توأمة.
- ترتبط زيزن مع مونتيكورفينو روفيلا باتفاقية توأمة.
- ترتبط فورشهايم مع روفيريتو باتفاقية توأمة.
- ترتبط كلهايم مع Soave, Veneto [الإنجليزية]‏ باتفاقية توأمة.
- ترتبط شتاتبرغن مع بانولو ميلا باتفاقية توأمة.
- ترتبط مالرسدورف - بفافنبيرغ مع باديرنو ديل غرابا باتفاقية توأمة.
- ترتبط غورليتس مع مولفتا باتفاقية توأمة منذ 1990.
- ترتبط Bartholomä [الإنجليزية]‏ مع كازولا فالسينيو باتفاقية توأمة.
- ترتبط توبينغن مع بيروجيا باتفاقية توأمة منذ 1989.
- ترتبط زولتسباخ مع رافانوسا باتفاقية توأمة.
- ترتبط باد دورهايم مع سبوتورنو باتفاقية توأمة.
- ترتبط بفورتسهايم مع فيتشنزا باتفاقية توأمة منذ 1989.
- ترتبط بادن بادن مع مونكالييري باتفاقية توأمة منذ 1990.
- ترتبط Abtsgmünd [الإنجليزية]‏ مع كاستل بولونييزي باتفاقية توأمة.
- ترتبط Ockenheim [الإنجليزية]‏ مع Povegliano Veronese [الإنجليزية]‏ باتفاقية توأمة.
- ترتبط Eltville [الإنجليزية]‏ مع باسينيانو سول تراسيمينو باتفاقية توأمة.
- ترتبط كاوفبويرن مع فيرارا باتفاقية توأمة منذ 1991.
- ترتبط إرفورت مع بياتشنزا باتفاقية توأمة منذ 6 فبراير 2000.[17][18][19][20]
- ترتبط هار مع اهرنتال باتفاقية توأمة.
- ترتبط Charlottenburg borough  [لغات أخرى]‏ مع ترينتو باتفاقية توأمة.
- ترتبط Schmelz [الإنجليزية]‏ مع سارنتال باتفاقية توأمة.
- ترتبط Steglitz-Zehlendorf [الإنجليزية]‏ مع كاسينو باتفاقية توأمة منذ 1993.[21][21][21][21]
- ترتبط فولفسبورغ مع مقاطعة بيزارو وأوربينو باتفاقية توأمة منذ 1975.
- ترتبط ميندلهايم مع فربانيا باتفاقية توأمة.
- ترتبط Pentling [الإنجليزية]‏ مع كورتشانو باتفاقية توأمة.
- ترتبط هوبستن مع كالسينايا باتفاقية توأمة.
- ترتبط هان [الإنجليزية]‏ مع فورتي دي مارمي باتفاقية توأمة.
- ترتبط ترير مع أسكولي بيتشينو باتفاقية توأمة منذ 8 سبتمبر 1971.
- ترتبط أوتوبغون مع Margreid an der Weinstraße [الإنجليزية]‏ باتفاقية توأمة.
- ترتبط فوسن مع بالسترينا باتفاقية توأمة.
- ترتبط Karlsfeld [الإنجليزية]‏ مع مورو لوكانو باتفاقية توأمة.
- ترتبط أونا (ألمانيا) مع بيزا باتفاقية توأمة.
- ترتبط تسفينغنبرغ مع بريزيغيلا باتفاقية توأمة.
- ترتبط Dußlingen [الإنجليزية]‏ مع Mezzocorona [الإنجليزية]‏ باتفاقية توأمة.
- ترتبط بآيتينغ مع كالفي ديل أومبريا باتفاقية توأمة.
- ترتبط روزنهايم مع لازيسي باتفاقية توأمة منذ 1974.
- ترتبط لاندسبرغ إم لش مع روكا دي بابا باتفاقية توأمة.
- ترتبط هوهنكيرشن - سيغرتسبغون مع مونتي مارسيانو باتفاقية توأمة.
- ترتبط هيرنبرغ مع فيدنزا باتفاقية توأمة.
- ترتبط إسينباخ مع سافينيانو إيربينو باتفاقية توأمة.
- ترتبط راينهايم مع ليكاتا باتفاقية توأمة.
- ترتبط Kirchheim am Ries [الإنجليزية]‏ مع سولارولو باتفاقية توأمة.
- ترتبط أوتينغن إن بايرن مع باجولينو باتفاقية توأمة.
- ترتبط برين أم كيمزيه مع فالداجنو باتفاقية توأمة.
- ترتبط بيدنكوبف مع كوجوليتو باتفاقية توأمة.
- ترتبط Eichenau [الإنجليزية]‏ مع بودريو باتفاقية توأمة.
- ترتبط Wackernheim [الإنجليزية]‏ مع Roncà [الإنجليزية]‏ باتفاقية توأمة.
- ترتبط براونفلز مع فيلتر باتفاقية توأمة.
- ترتبط Rielasingen-Worblingen [الإنجليزية]‏ مع أرديا باتفاقية توأمة.
- ترتبط Müllheim im Markgräflerland [الإنجليزية]‏ مع Ledro [الإنجليزية]‏ باتفاقية توأمة.
- ترتبط هوفهايم آم تاونوس مع بوتشينو باتفاقية توأمة.
- ترتبط لويتكيرش إم آلغوي مع كاستجلوني ديلي ستيفيري باتفاقية توأمة.
- ترتبط Stockstadt am Rhein [الإنجليزية]‏ مع Villa Lagarina [الإنجليزية]‏ باتفاقية توأمة.
- ترتبط بوتسدام مع بيروجيا باتفاقية توأمة منذ 1973.
- ترتبط شونغاو مع لوكا باتفاقية توأمة منذ 1970.
- ترتبط Grenzach-Wyhlen [الإنجليزية]‏ مع بييتراسانتا باتفاقية توأمة.
- ترتبط كيرشهايمبولاندن مع ريتين باتفاقية توأمة.
- ترتبط فايمار مع سيينا باتفاقية توأمة منذ 18 فبراير 1995.[22][22][22][22]
- ترتبط غينغن آن در برنتس مع بيكو باتفاقية توأمة.
- ترتبط بوبفينغن مع روسي باتفاقية توأمة.
- ترتبط بايرويت مع لا سبيتسيا باتفاقية توأمة منذ 1966.
- ترتبط Ellhofen [الإنجليزية]‏ مع بيتشيولي باتفاقية توأمة.
- ترتبط Wolpertswende [الإنجليزية]‏ مع ميناجيو باتفاقية توأمة.
- ترتبط غوخ مع بوتينيانو باتفاقية توأمة.
- ترتبط Wachtberg [الإنجليزية]‏ مع Bernareggio [الإنجليزية]‏ باتفاقية توأمة.
- ترتبط دارمشتات مع بريشا باتفاقية توأمة منذ 1993.[23][23][23][23]
- ترتبط هآوزهام مع Levico Terme [الإنجليزية]‏ باتفاقية توأمة.
- ترتبط باد هونيف مع Cadenabbia [الإنجليزية]‏ باتفاقية توأمة.
- ترتبط Leingarten [الإنجليزية]‏ مع أسولا, لومباردي باتفاقية توأمة.
- ترتبط سيهيم - يوجينهايم مع Ceregnano [الإنجليزية]‏ باتفاقية توأمة.
- ترتبط بلانغ مع Klausen, South Tyrol [الإنجليزية]‏ باتفاقية توأمة منذ 1987.
- ترتبط فرايزنغ مع سان كانديدو باتفاقية توأمة.
- ترتبط فيرنهايم مع روفيغو باتفاقية توأمة.
- ترتبط فورسلن مع كامباجناتيكو باتفاقية توأمة.
- ترتبط براكنهايم مع كاستانيولي ديلي لانزي باتفاقية توأمة.
- ترتبط آلتدورف مع San Vito di Leguzzano [الإنجليزية]‏ باتفاقية توأمة.
- ترتبط لودفيغسهافن مع سان جيمنيانو باتفاقية توأمة منذ 1971.
- ترتبط أوفنهايم مع Pratovecchio [الإنجليزية]‏ باتفاقية توأمة.
- ترتبط آمبرغ مع ديسينزانو دل غاردا باتفاقية توأمة.
- ترتبط Wiernsheim [الإنجليزية]‏ مع بيناسكا باتفاقية توأمة.
- ترتبط أوبر-رامشتات مع براجيلاتو باتفاقية توأمة.
- ترتبط نويزيس مع براتشيانو باتفاقية توأمة.
- ترتبط إسلينغن آم نيكار مع أوديني باتفاقية توأمة منذ 1996.
- ترتبط لايبزيغ مع بولونيا باتفاقية توأمة منذ 1973.[24][24][24][24]
- ترتبط Eberstadt [الإنجليزية]‏ مع مونتيسكودايو باتفاقية توأمة.
- ترتبط فورمس مع بارما باتفاقية توأمة منذ 1990.
- ترتبط Geisenheim [الإنجليزية]‏ مع ترينو باتفاقية توأمة.
- ترتبط شفايش مع Murialdo [الإنجليزية]‏ باتفاقية توأمة.
- ترتبط آلتوتينغ مع لوريتو (ماركي) باتفاقية توأمة.
- ترتبط باينفورت [الإنجليزية]‏ مع قويتو باتفاقية توأمة.
- ترتبط Volkertshausen [الإنجليزية]‏ مع بولسينا باتفاقية توأمة.
- ترتبط متمان مع سان فيليس سيرسيو باتفاقية توأمة منذ 1974.
- ترتبط فريدبرغ مع Völs am Schlern [الإنجليزية]‏ باتفاقية توأمة منذ 1966.
- ترتبط هسن مع إميليا-رومانيا باتفاقية توأمة.
- ترتبط Kißlegg [الإنجليزية]‏ مع فونتانيلاتو باتفاقية توأمة.
- ترتبط ناومبورغ مع سان ماورو باسكولي باتفاقية توأمة.
- ترتبط نويفاهرن مع Foza [الإنجليزية]‏ باتفاقية توأمة منذ 1971.
- ترتبط روتسهايم مع بيروزا الأرجنتين باتفاقية توأمة.
- ترتبط شفارتسينبك مع تشيزيناتيكو باتفاقية توأمة.
- ترتبط Iffezheim [الإنجليزية]‏ مع Mondolfo [الإنجليزية]‏ باتفاقية توأمة.
- ترتبط روتفايل مع لاكويلا باتفاقية توأمة.
- ترتبط غيسن مع فيرارا باتفاقية توأمة منذ 26 مايو 1990.
- ترتبط نورنبرغ مع البندقية باتفاقية توأمة منذ 1979.
- ترتبط شتاتلون مع سان فيتو آل تاليامنتو باتفاقية توأمة.
- ترتبط فولفهاغن مع ملدولا باتفاقية توأمة.
- ترتبط زاكسنهايم مع مونتيجنوسو باتفاقية توأمة.
- ترتبط ماين-تاونوس مع مقاطعة ساليرنو باتفاقية توأمة.
- ترتبط ريدشتات مع سورتينو باتفاقية توأمة.
- ترتبط ساربروكن مع سبوتورنو باتفاقية توأمة منذ 1987.
- ترتبط فرتهايم آم ماين مع غوبيو باتفاقية توأمة.
- ترتبط شوتن مع أركو باتفاقية توأمة.
- ترتبط Bodenheim [الإنجليزية]‏ مع غريزانا باتفاقية توأمة.
- ترتبط آنفايلار آم تريفلز مع جورجونزولا (ميلان) باتفاقية توأمة.
- ترتبط فريدبرغ مع Oliveto Lario [الإنجليزية]‏ باتفاقية توأمة.
- ترتبط غوبن مع سيتاديلا باتفاقية توأمة.
- ترتبط درسدن مع فلورنسا باتفاقية توأمة منذ 1971.
- ترتبط نوي-أولم مع تريسينو باتفاقية توأمة.
- ترتبط Neu-Ulm (district) [الإنجليزية]‏ مع Prad am Stilfser Joch [الإنجليزية]‏ باتفاقية توأمة منذ 1969.[25]
- ترتبط غارشينغ مع كوليسالفيتي باتفاقية توأمة.
- ترتبط نيكارسولم مع بورديغيرا باتفاقية توأمة.
- ترتبط نويروبين مع سيرتالدو باتفاقية توأمة.
- ترتبط باد غودزبرغ مع فراسكاتي باتفاقية توأمة منذ 1964.[26][26][26][26]
- ترتبط فيتسنهاوزن مع فينيولا باتفاقية توأمة.
- ترتبط Bad Grönenbach [الإنجليزية]‏ مع كاستيلنتي باتفاقية توأمة.
- ترتبط آدناو مع كاستيون ديلا بريسولانا باتفاقية توأمة.
- ترتبط لوبيك مع البندقية باتفاقية توأمة منذ 1969.[27][28]
- ترتبط هيرسبروك مع سان دانييل ديل فريولي باتفاقية توأمة.
- ترتبط كاسل مع فلورنسا باتفاقية توأمة منذ 1958.[29]
- ترتبط Steinhagen, North Rhine-Westphalia [الإنجليزية]‏ مع فايفيزانو باتفاقية توأمة.
- ترتبط Bad Salzschlirf [الإنجليزية]‏ مع كاستل سان بييترو تيرمي باتفاقية توأمة.
- ترتبط هيلدسهايم مع بافيا باتفاقية توأمة منذ 1965.
- ترتبط إيتلينغن مع منفي باتفاقية توأمة.
- ترتبط فيرنيغيروده مع كاربي باتفاقية توأمة منذ 1989.
- ترتبط Bickenbach, Hesse [الإنجليزية]‏ مع تريكاريكو باتفاقية توأمة.
- ترتبط فلباخ مع إربة [الإنجليزية]‏ باتفاقية توأمة.
- ترتبط Oberstenfeld [الإنجليزية]‏ مع Verbicaro [الإنجليزية]‏ باتفاقية توأمة.
- ترتبط Rangsdorf [الإنجليزية]‏ مع فارديلا باتفاقية توأمة.
- ترتبط نوردهورن مع رييتي باتفاقية توأمة منذ 28 فبراير 1963.
- ترتبط تسيله مع Celle Ligure [الإنجليزية]‏ باتفاقية توأمة منذ 1989.
- ترتبط تراونرويت مع نيتونو باتفاقية توأمة.
- ترتبط Budenheim [الإنجليزية]‏ مع Isola della Scala [الإنجليزية]‏ باتفاقية توأمة.
- ترتبط Hügelsheim [الإنجليزية]‏ مع Cartoceto [الإنجليزية]‏ باتفاقية توأمة.
- ترتبط بورغهاوزن مع سولمونا باتفاقية توأمة.
- ترتبط Hüttlingen, Baden-Württemberg [الإنجليزية]‏ مع كوتينيولا باتفاقية توأمة.
- ترتبط شفتسينغن مع سبوليتو باتفاقية توأمة.
- ترتبط باد فوسينغ مع أبانو تيرمي باتفاقية توأمة.
- ترتبط رافنسبورغ مع ريفولي باتفاقية توأمة.
- ترتبط أوبراسباخ مع ريولو تيرمي باتفاقية توأمة.
- ترتبط فولدا مع كومو باتفاقية توأمة.
- ترتبط دوسلدورف مع باليرمو باتفاقية توأمة منذ 2004.[30][30][31][31]
- ترتبط كمبتن مع ترينتو باتفاقية توأمة منذ 1972.
- ترتبط راونهايم مع تروفاريلو باتفاقية توأمة.
- ترتبط فانغن إم آلغوي مع براتو باتفاقية توأمة.
- ترتبط زولتسبورغ مع لا مورا باتفاقية توأمة.
- ترتبط لايزنيغ مع Oggiono [الإنجليزية]‏ باتفاقية توأمة.
- ترتبط بفاركيرشن مع سان فينسينزو باتفاقية توأمة.
- ترتبط فيشبآخآو مع كاستانيارو باتفاقية توأمة.
- ترتبط Klettgau [الإنجليزية]‏ مع سانتسا باتفاقية توأمة.
- ترتبط نويبراندنبورغ مع كولينيو باتفاقية توأمة منذ 1983.
- ترتبط ميونخ مع فيرونا باتفاقية توأمة منذ 28 أغسطس 1972.[32][33][34][35]
- ترتبط أوستفيلدرن مع ميراندولا باتفاقية توأمة.
- ترتبط أوبركوخن مع مونتيبيلونا باتفاقية توأمة.
- ترتبط قيلشينغ مع سيسينا (بلدة) باتفاقية توأمة.
- ترتبط شتاينهايم مع سبيكيا باتفاقية توأمة.
- ترتبط زيلينغنشتات مع بيديمونتي ماتيزي باتفاقية توأمة.
- ترتبط Ötigheim [الإنجليزية]‏ مع Gabicce Mare [الإنجليزية]‏ باتفاقية توأمة.
- ترتبط Treptow-Köpenick [الإنجليزية]‏ مع ألبينيا باتفاقية توأمة.
- ترتبط Gottmadingen [الإنجليزية]‏ مع كازل ين بیتاري [الإنجليزية]‏ باتفاقية توأمة.
- ترتبط Modautal [الإنجليزية]‏ مع بيلاجو باتفاقية توأمة.
- ترتبط فولفراتسهاوزن مع Manzano, Friuli Venezia Giulia [الإنجليزية]‏ باتفاقية توأمة.
- ترتبط كوبورغ مع Gais, South Tyrol [الإنجليزية]‏ باتفاقية توأمة منذ 1972.
- ترتبط هويرسفيردا مع سوتيرا باتفاقية توأمة.
- ترتبط Überherrn [الإنجليزية]‏ مع كامايوري باتفاقية توأمة.
- ترتبط موكمول مع Cherasco [الإنجليزية]‏ باتفاقية توأمة منذ 2004.
- ترتبط فرانكفورت مع ميلانو باتفاقية توأمة منذ 3 أكتوبر 1990.[36][36][36][36]
- ترتبط كالف مع Latsch [الإنجليزية]‏ باتفاقية توأمة.
- ترتبط أدلسدورف مع Uggiate-Trevano [الإنجليزية]‏ باتفاقية توأمة.
- ترتبط فاينغارتن مع مانتوفا باتفاقية توأمة.
- ترتبط باد بيرمونت مع أنسيو باتفاقية توأمة.
- ترتبط مندن مع باترنو باتفاقية توأمة.
- ترتبط باد فيندسهايم مع استي باتفاقية توأمة.[37]
- ترتبط شفايبيش غموند مع فاينزا باتفاقية توأمة منذ 1991.[38][39][40][41]
- ترتبط كيرشنهآيم مع كارامانيكو تيرمي باتفاقية توأمة منذ 26 سبتمبر 1998.
- ترتبط زوندرن مع Calopezzati [الإنجليزية]‏ باتفاقية توأمة.
- ترتبط سالزفيدل مع سان فيتو دي نورماني باتفاقية توأمة.
- ترتبط لاوينغن مع تريفيجليو باتفاقية توأمة.
- ترتبط Hüde [الإنجليزية]‏ مع فيومي فينيتو باتفاقية توأمة.
- ترتبط بوتسباخ مع كوليكيو باتفاقية توأمة.
- ترتبط فرانكفورت مع سكانديتشي باتفاقية توأمة منذ 1975.
- ترتبط نيدر-أولم مع Bussolengo [الإنجليزية]‏ باتفاقية توأمة.
- ترتبط Schmitshausen [الإنجليزية]‏ مع ليمانا باتفاقية توأمة.
- ترتبط بادربورن مع مقاطعة مانتوفا باتفاقية توأمة منذ 1967.[42][42][43][44]
- ترتبط باد كيسينغن مع ماسا باتفاقية توأمة.
- ترتبط باد نوياشتات آن در زاله مع Cerro Maggiore [الإنجليزية]‏ باتفاقية توأمة.
- ترتبط كوبلنتس مع نوفارا باتفاقية توأمة منذ 1969.
- ترتبط آمونهبورغ مع تورو سول تراسيمينو باتفاقية توأمة.
- ترتبط إنغلهايم آم راين مع San Pietro in Cariano [الإنجليزية]‏ باتفاقية توأمة منذ 1984.[45][45][45][45]
- ترتبط شفارتسهايده مع بيانو دي سورينتو باتفاقية توأمة.
- ترتبط بوتلينغن مع فريساغرانديناريا باتفاقية توأمة.
- ترتبط شنيكنلوه مع Borghetto di Vara [الإنجليزية]‏ باتفاقية توأمة.
- ترتبط رايشنباخ إم فوغتلاند مع مونتي كارلو، توسكانا باتفاقية توأمة.[46]
- ترتبط باد مرغنتهايم مع بورغومانيرو باتفاقية توأمة.
- ترتبط لوراخ مع سينيغاليا باتفاقية توأمة.
- ترتبط Ascheberg [الإنجليزية]‏ مع بوغيانو باتفاقية توأمة.
- ترتبط فايترشتات مع باجنو أ ريبولي باتفاقية توأمة.
- ترتبط فورستنبرغ هافل مع كونيو باتفاقية توأمة.
- ترتبط ميرسبورغ مع سان جيمنيانو باتفاقية توأمة.
- ترتبط ريزا مع Lonato del Garda [الإنجليزية]‏ باتفاقية توأمة منذ 1988.
- ترتبط Weiler-Simmerberg [الإنجليزية]‏ مع فالمونتون باتفاقية توأمة.
- ترتبط بوبلينغين مع ألبا باتفاقية توأمة منذ 1964.[47]
- ترتبط فرايبورغ مع بادوفا باتفاقية توأمة منذ 1967.
- ترتبط روستوك مع ترييستي باتفاقية توأمة منذ 1966.
- ترتبط هيرولدسبيرغ مع Taio [الإنجليزية]‏ باتفاقية توأمة.
- ترتبط غيلنهاوزن مع Marling, South Tyrol [الإنجليزية]‏ باتفاقية توأمة.
- ترتبط فيلينغن-شفنينغن مع سافونا باتفاقية توأمة.
- ترتبط ديلينغن أن در دوناو مع بوندينو باتفاقية توأمة.
- ترتبط Hude, Lower Saxony [الإنجليزية]‏ مع فيومي فينيتو باتفاقية توأمة.
- ترتبط تمبلين مع كونتروغيرا باتفاقية توأمة.
- ترتبط نوي-إيزنبورغ مع تشيوسي باتفاقية توأمة منذ 30 أغسطس 1969.[48][48][48][48]
- ترتبط Adelmannsfelden [الإنجليزية]‏ مع بانيارا دي رومانيا باتفاقية توأمة.
- ترتبط غروس-أومشتات مع ديكومانو باتفاقية توأمة.[49]
- ترتبط Gemeindeverband Bad Grönenbach  [لغات أخرى]‏ مع كاستيلنتي باتفاقية توأمة.
- ترتبط أوفنبورغ مع بيترا ليجور باتفاقية توأمة منذ 19 مارس 1999.[50]
- ترتبط Weisenbach [الإنجليزية]‏ مع San Costanzo [الإنجليزية]‏ باتفاقية توأمة.
- ترتبط أولبرنهاو مع Stia [الإنجليزية]‏ باتفاقية توأمة.
- ترتبط فورستنفلدبروك مع تشرفيتيري باتفاقية توأمة منذ 25 يونيو 2005.[51][51]
- ترتبط أوبرهاوزن مع كاربونيا باتفاقية توأمة منذ 20 مايو 1986.
- ترتبط فتسلار مع سيينا باتفاقية توأمة منذ 1960.
- ترتبط Forbach (Baden) [الإنجليزية]‏ مع Montemaggiore al Metauro [الإنجليزية]‏ باتفاقية توأمة.
- ترتبط زايدا مع سوليانو أل روبيكوني باتفاقية توأمة.
- ترتبط فاينهايم مع إيمولا باتفاقية توأمة منذ 1990.
- ترتبط هام مع كروتوني باتفاقية توأمة.
- ترتبط بوغن مع أركو باتفاقية توأمة.
- ترتبط باد هومبورغ (فور در هوهه) مع تيراتشينا باتفاقية توأمة.
- ترتبط Jettingen (Baden-Württemberg) [الإنجليزية]‏ مع فيرنيو باتفاقية توأمة.
- ترتبط فيلدن مع روانا باتفاقية توأمة.
- ترتبط غاو-آلغسهايم مع كابرينو فيرونيسي باتفاقية توأمة.
- ترتبط Höchberg [الإنجليزية]‏ مع باستيا أومبرا باتفاقية توأمة.
- ترتبط فريدريكسهافن مع إمبيريا باتفاقية توأمة.
- ترتبط ترويشتلينغن مع بونساكو باتفاقية توأمة.
- ترتبط زينغن مع بوميتسيا باتفاقية توأمة منذ 1993.[52][52][52][52]
- ترتبط غوتآخ - إجرن مع كاستلروث باتفاقية توأمة.
- ترتبط Langenargen [الإنجليزية]‏ مع نولي باتفاقية توأمة.
- ترتبط باساو مع سكوركولا مارسيكانا باتفاقية توأمة منذ 8 أبريل 1984.
- ترتبط نيرسهايم مع بانياكافالو باتفاقية توأمة.
- ترتبط هيرينجسدورف مع Folgaria [الإنجليزية]‏ باتفاقية توأمة.
- ترتبط ملزونغن مع تودي باتفاقية توأمة.
- ترتبط مولآكر مع باسانو دل غرابا باتفاقية توأمة.
- ترتبط Seckach [الإنجليزية]‏ مع جازادا شيانو باتفاقية توأمة.
- ترتبط شباير مع رافينا باتفاقية توأمة.
- ترتبط فايدن إن در أوبربفالز مع ماشيراتا باتفاقية توأمة منذ 1969.
- ترتبط Bietigheim (Baden) [الإنجليزية]‏ مع Saltara [الإنجليزية]‏ باتفاقية توأمة.
- ترتبط Kaufungen [الإنجليزية]‏ مع بيرتينورو باتفاقية توأمة.
- ترتبط Argenbühl [الإنجليزية]‏ مع كابانولي باتفاقية توأمة.
- ترتبط وينشتات مع كازالي مونفيراتو باتفاقية توأمة.
- ترتبط كادأولزبورغ مع Ulten Valley [الإنجليزية]‏ باتفاقية توأمة.
- ترتبط تراونشتاين مع بينيرولو باتفاقية توأمة.
- ترتبط لونبورغ مع إفريا باتفاقية توأمة.
- ترتبط آلن مع تشرفيا باتفاقية توأمة منذ 3 يونيو 1979.[53]
- ترتبط Rhein-Pfalz-Kreis [الإنجليزية]‏ مع ناتورنز باتفاقية توأمة.
- ترتبط إنغن مع مونيغيا باتفاقية توأمة.
- ترتبط ديلينغن مع سوتيرا باتفاقية توأمة.
- ترتبط آنسباخ مع فيرمو باتفاقية توأمة منذ 17 يوليو 1968.
- ترتبط داون مع Carisolo [الإنجليزية]‏ باتفاقية توأمة.
- ترتبط شليرزيه مع باربرينو فال دلسا باتفاقية توأمة.
- ترتبط شارلوتنبورج فيلمسدورف مع ترينتو باتفاقية توأمة منذ 1961.
- ترتبط Schwabenheim an der Selz [الإنجليزية]‏ مع Minerbe [الإنجليزية]‏ باتفاقية توأمة.
- ترتبط بروخزال مع فولتيرا باتفاقية توأمة منذ 1 أكتوبر 1979.
- ترتبط لاندسهوت مع سكيو باتفاقية توأمة منذ 1972.
- ترتبط روتنبورغ أب دير تاوبر مع مونتاجنانا باتفاقية توأمة.
- ترتبط فآيتسبرون مع سوفيتشيلي باتفاقية توأمة.
- ترتبط بنسهايم مع ريفا دل غاردا باتفاقية توأمة.
- ترتبط شورندورف مع Dueville [الإنجليزية]‏ باتفاقية توأمة.
- ترتبط Marquartstein [الإنجليزية]‏ مع بريكسن باتفاقية توأمة.
- ترتبط مارك كليبرغ مع بوفيل ارنيكا باتفاقية توأمة منذ 6 يونيو 1991.[54][54][55][56]
- ترتبط Kallmünz [الإنجليزية]‏ مع مونتيروسو آلماري باتفاقية توأمة.
- ترتبط راستات مع فانو باتفاقية توأمة منذ 1965.[57]
- ترتبط فارشتاين مع Pietrapaola [الإنجليزية]‏ باتفاقية توأمة.
- ترتبط غيرنسباخ مع Pergola, Marche [الإنجليزية]‏ باتفاقية توأمة منذ 1965.
- ترتبط هلمشتيت مع مياة فيوجي باتفاقية توأمة.
- ترتبط أوفنباخ أم ماين مع فليتري باتفاقية توأمة منذ 1957.
- ترتبط زبنيتس مع كاشينا باتفاقية توأمة.
- ترتبط Kürten [الإنجليزية]‏ مع Rodengo-Saiano [الإنجليزية]‏ باتفاقية توأمة.
- ترتبط كونستانس مع لودي باتفاقية توأمة.
- ترتبط Zierenberg [الإنجليزية]‏ مع غاتاتيكو باتفاقية توأمة.
- ترتبط Helmstadt [الإنجليزية]‏ مع تشيوسي ديلا فيرنا باتفاقية توأمة.
- ترتبط Hirrlingen [الإنجليزية]‏ مع مينيربيو باتفاقية توأمة.
- ترتبط فايلبورغ مع كاترو كاستيلا باتفاقية توأمة.
- ترتبط زنفتنبيرغ مع فريساغرانديناريا باتفاقية توأمة.[58]
- ترتبط غريبنشتاين مع سارسينا باتفاقية توأمة.
- ترتبط Werne [الإنجليزية]‏ مع بوجيبونسي باتفاقية توأمة منذ 1984.
- ترتبط أوكسنهاوزن مع سوبياكو، لاتسيو باتفاقية توأمة.
- ترتبط Groß-Zimmern [الإنجليزية]‏ مع ريجنانو سولارنو باتفاقية توأمة.
- ترتبط Finthen  [لغات أخرى]‏ مع Rodeneck [الإنجليزية]‏ باتفاقية توأمة.
- ترتبط ريغنسبورغ مع بريكسن باتفاقية توأمة منذ 1969.
- ترتبط إبلهايم مع مونتيبيلونا باتفاقية توأمة.
- ترتبط فيسوبرون مع مونتيكيو باتفاقية توأمة.
- ترتبط Stadecken-Elsheim [الإنجليزية]‏ مع بوفولوني باتفاقية توأمة.
- ترتبط Biebesheim am Rhein [الإنجليزية]‏ مع بالو دل كولي باتفاقية توأمة.
- ترتبط فريتسلار مع كازينا باتفاقية توأمة.
- ترتبط كولبرمور مع Stia [الإنجليزية]‏ باتفاقية توأمة.
- ترتبط فايل در شتات مع برا باتفاقية توأمة.
- ترتبط لوسهايم أم زيه مع كابانوري باتفاقية توأمة.
- ترتبط فيلسبيبورغ مع بوجا (إيطاليا) باتفاقية توأمة.
- ترتبط Hofbieber [الإنجليزية]‏ مع تريدوزيو باتفاقية توأمة.
- ترتبط ماركتل مع سان جوفاني روتوندو باتفاقية توأمة.
- ترتبط زانكت غيورغن مع Scandale [الإنجليزية]‏ باتفاقية توأمة.
- ترتبط باد زكينغين مع سانتيرامو في كولي باتفاقية توأمة.
- ترتبط كوتبوس مع غروسيتو باتفاقية توأمة منذ 1967.
- ترتبط Reilingen [الإنجليزية]‏ مع Mezzago [الإنجليزية]‏ باتفاقية توأمة منذ 1989.
- ترتبط كيتسينغن مع مونتيفاركي باتفاقية توأمة.
- ترتبط آبنسبرغ مع لونيغو باتفاقية توأمة.
- ترتبط Loffenau [الإنجليزية]‏ مع Montefelcino [الإنجليزية]‏ باتفاقية توأمة منذ 2018.[59][59][59][59]
- ترتبط رودرمارك مع ترامين على طريق النبيذ باتفاقية توأمة.
- ترتبط Neukölln [الإنجليزية]‏ مع مارينو باتفاقية توأمة.
- ترتبط غيفلسبرغ مع بوتيرا باتفاقية توأمة.
- ترتبط اونترفورنغ مع Tarcento [الإنجليزية]‏ باتفاقية توأمة منذ 26 مارس 1993.
- ترتبط كورن-زاليس مع Montottone [الإنجليزية]‏ باتفاقية توأمة.
- ترتبط إشينغ مع تريزانو سول نافيليو باتفاقية توأمة.
- ترتبط رمزك مع Vigo di Fassa [الإنجليزية]‏ باتفاقية توأمة.
- ترتبط دتمولد مع فيرونا باتفاقية توأمة.
- ترتبط بفونغسشتات مع فيليني فالدارنو باتفاقية توأمة.
- ترتبط Wallenhorst [الإنجليزية]‏ مع بلدة بيفيرنو باتفاقية توأمة.
- ترتبط Denzlingen [الإنجليزية]‏ مع تشيتا ديلا بيفي باتفاقية توأمة.
- ترتبط Ottobeuren [الإنجليزية]‏ مع نورتشا باتفاقية توأمة.
- ترتبط بيتيغهايم-بيسينغن مع بونتيلونغو باتفاقية توأمة.
- ترتبط هويزنشتام مع لاديسبولي باتفاقية توأمة.
- ترتبط نويماركت-زانكت فايت مع كانيفا باتفاقية توأمة.
- ترتبط Untergruppenbach [الإنجليزية]‏ مع جيراغو كون أوراجو باتفاقية توأمة.
- ترتبط فيلدكيرشن مع Bisignano [الإنجليزية]‏ باتفاقية توأمة.
- ترتبط زيمباخ آم إن مع تولميزو باتفاقية توأمة.
- ترتبط Kämpfelbach [الإنجليزية]‏ مع سيفيتيلا في فال دي شيانا باتفاقية توأمة.
- ترتبط فيارن مع ميرابيلو باتفاقية توأمة.
- ترتبط Schallstadt [الإنجليزية]‏ مع Rosà [الإنجليزية]‏ باتفاقية توأمة.
- ترتبط ميمينجين مع تيرامو باتفاقية توأمة منذ 1990.[60][60][61][62]
- ترتبط زورندينغ مع Cappella Maggiore [الإنجليزية]‏ باتفاقية توأمة.
- ترتبط بليزكاستل مع كاستيلاباتي باتفاقية توأمة.
- ترتبط أوه [الإنجليزية]‏ مع جنوة باتفاقية توأمة.
- ترتبط هيبنهايم مع Kaltern an der Weinstraße [الإنجليزية]‏ باتفاقية توأمة.
- ترتبط أدلكوفن مع باديا كالافينا باتفاقية توأمة.
- ترتبط آيشتيت مع Vestenanova [الإنجليزية]‏ باتفاقية توأمة.
- ترتبط Pfaffenhausen [الإنجليزية]‏ مع Massignano [الإنجليزية]‏ باتفاقية توأمة.
- ترتبط كلينغنتال مع كاستلفيداردو باتفاقية توأمة.
- ترتبط Böhl-Iggelheim [الإنجليزية]‏ مع شلاندرز باتفاقية توأمة.
- ترتبط Steinenbronn [الإنجليزية]‏ مع Polla, Campania [الإنجليزية]‏ باتفاقية توأمة منذ 1991.[63][63]
- ترتبط لاينفلدن-إشتردينغن مع فوغيرا باتفاقية توأمة.
- ترتبط ماركتردفيتس مع كاستلفرانكو إميليا باتفاقية توأمة.
- ترتبط Ochtendung [الإنجليزية]‏ مع كيازو باتفاقية توأمة.
- ترتبط Lampertheim [الإنجليزية]‏ مع أدريا باتفاقية توأمة.
- ترتبط رنينغن مع أوكيوبيلو باتفاقية توأمة.
- ترتبط شفيرين مع ريدجو إميليا باتفاقية توأمة منذ 1999.[64][64][64][64]
- ترتبط Illingen, Baden-Württemberg [الإنجليزية]‏ مع كاستلنوفو ني مونتي باتفاقية توأمة.
- ترتبط إشنهاوزن مع Valeggio sul Mincio [الإنجليزية]‏ باتفاقية توأمة.
- ترتبط غريسهايم مع بونتاسيفي باتفاقية توأمة.
- ترتبط ليشتنفلز مع أريكتشيا باتفاقية توأمة.
- ترتبط Tuningen [الإنجليزية]‏ مع كاموجلي باتفاقية توأمة.
- ترتبط كرونبرج إم تانوس مع Porto Recanati [الإنجليزية]‏ باتفاقية توأمة.
- ترتبط هادامار مع إمبرونيتا باتفاقية توأمة.
- ترتبط غروس-غيراو مع برونيك باتفاقية توأمة.
- ترتبط Veitshöchheim [الإنجليزية]‏ مع جريف في شيانتي باتفاقية توأمة.
- ترتبط اونتيرديسن مع Dimaro [الإنجليزية]‏ باتفاقية توأمة.
- ترتبط مرسيبورغ مع جنزانو دي روما باتفاقية توأمة منذ 1989.
- ترتبط إلفانغن مع أبياتغراسو باتفاقية توأمة.
- ترتبط Wehrheim [الإنجليزية]‏ مع Mühlbach, South Tyrol [الإنجليزية]‏ باتفاقية توأمة.
- ترتبط نويشتات أن در آيش مع مونتيسبيرتولي باتفاقية توأمة.
- ترتبط غوبينغن مع فودجا باتفاقية توأمة منذ 1971.
- ترتبط كولمباخ مع لوغو باتفاقية توأمة.
- ترتبط زيندلفينغن مع سوندريو باتفاقية توأمة منذ 29 أكتوبر 2001.
- ترتبط كولونيا مع تورينو باتفاقية توأمة منذ 29 مايو 1963.
- ترتبط Mylau [الإنجليزية]‏ مع مونتي كارلو، توسكانا باتفاقية توأمة.
- ترتبط إنغولشتات مع كرارا باتفاقية توأمة منذ 7 مايو 1963.
- ترتبط أوبنهايم مع Sant'Ambrogio di Valpolicella [الإنجليزية]‏ باتفاقية توأمة.
- ترتبط باد كوتستينغ مع بيلاجيو باتفاقية توأمة.
- ترتبط فونزيدل مع فولتيرا باتفاقية توأمة منذ 1980.
- ترتبط فالدكيرشن مع سيرارا فونتانا [الإنجليزية]‏ باتفاقية توأمة منذ 1972.
- ترتبط آرنسبرغ مع قلعة غيران باتفاقية توأمة منذ 18 مايو 1974.
- ترتبط هآلبيرغموس مع بريداتسو باتفاقية توأمة.
- ترتبط مارزلينغ مع San Zenone degli Ezzelini [الإنجليزية]‏ باتفاقية توأمة.
- ترتبط Sohland an der Spree [الإنجليزية]‏ مع محافظة روكا بريورا باتفاقية توأمة.
- ترتبط باد آيبلينغ مع Cavaion Veronese [الإنجليزية]‏ باتفاقية توأمة.
- ترتبط هشينغن مع كورون فينوستا باتفاقية توأمة.
- ترتبط فايبلينغن مع ييزي باتفاقية توأمة منذ 1962.[65][66]
- ترتبط إمندينغن مع توري أنونزياتا باتفاقية توأمة.
- ترتبط بيبراخ آن در ريس مع أستي باتفاقية توأمة.
- ترتبط Hilzingen [الإنجليزية]‏ مع ليتسانو في بلفيردي باتفاقية توأمة.
- ترتبط ماينتس مع Rodeneck [الإنجليزية]‏ باتفاقية توأمة منذ 1967.
- ترتبط شفيرته مع كافا دي تيريني باتفاقية توأمة.
- ترتبط دتلباخ مع روفينا باتفاقية توأمة.
- ترتبط داخاو مع بولسانو باتفاقية توأمة منذ 1974.
- ترتبط فيتينغن مع جيلا باتفاقية توأمة.
- ترتبط Wolfegg [الإنجليزية]‏ مع Colico [الإنجليزية]‏ باتفاقية توأمة.
- ترتبط باد تولتس مع سان جوليانو تيرمي باتفاقية توأمة.
- ترتبط إبلبورن مع ريالمونتي باتفاقية توأمة.
- ترتبط Breuna [الإنجليزية]‏ مع بريدابيو باتفاقية توأمة.

## منظمات دولية مشتركة
يشترك البلدان في عضوية مجموعة من المنظمات الدولية، منها:
| علم المنظمة | اسم المنظمة                                  | تاريخ انضمام ألمانيا | تاريخ انضمام إيطاليا |
| ----------- | -------------------------------------------- | -------------------- | -------------------- |
|             | مؤسسة التمويل الدولية                        | 20 يوليو 1956        | 27 ديسمبر 1956       |
|             | يونسكو                                       | 11 يوليو 1951        | ?                    |
|             | اتحاد أوروبا الغربية                         | 1954                 | ?                    |
|             | الجماعة الأوروبية للفحم والصلب               | 1951                 | 1951                 |
|             | مركز تنسيق الحركة في أوروبا ‏                 | ?                    | ?                    |
|             | مؤسسة التنمية الدولية                        | 24 سبتمبر 1960       | 24 سبتمبر 1960       |
|             | صندوق النقد الدولي                           | 1952                 | ?                    |
|             | منظمة السياحة العالمية                       | 1976                 | ?                    |
|             | المركز الدولي لتسوية المنازعات الاستشارية    | 18 مايو 1969         | 28 أبريل 1971        |
|             | مجموعة الثماني                               | 18 مايو 1998         | ?                    |
|             | الأمم المتحدة                                | 18 سبتمبر 1973       | 14 ديسمبر 1955       |
|             | منظمة الطيران المدني الدولي                  | 1956                 | ?                    |
|             | المنظمة العالمية للملكية الفكرية             | 19 سبتمبر 1970       | ?                    |
|             | منظمة الأمم المتحدة للتنمية الصناعية         | 21 يونيو 1985        | ?                    |
|             | مجموعة العشرين                               | 26 سبتمبر 1999       | ?                    |
|             | منظمة الأمن والتعاون في أوروبا               | 25 يونيو 1973        | 25 يونيو 1973        |
|             | وكالة الفضاء الأوروبية                       | 31 مايو 1977         | ?                    |
|             | البنك الدولي للإنشاء والتعمير                | 14 أغسطس 1952        | 27 مارس 1947         |
|             | حلف شمال الأطلسي                             | 9 مايو 1955          | 4 أبريل 1949         |
|             | المنظمة الهيدروغرافية الدولية                | ?                    | ?                    |
|             | بنك التنمية الآسيوي                          | 1966                 | 1966                 |
|             | نظام تحكم تكنولوجيا القذائف                  | 1987                 | 1987                 |
|             | المنظمة الأوروبية لسلامة الملاحة الجوية      | 1960                 | 1996                 |
|             | الفريق المعني برصد الأرض                     | ?                    | ?                    |
|             | منظمة الصحة العالمية                         | 29 مايو 1951         | ?                    |
|             | مجلس أوروبا                                  | 13 يوليو 1950        | 5 مايو 1949          |
|             | الاتحاد الأوروبي                             | 25 مارس 1957         | 25 مارس 1957         |
|             | اتفاقية السماوات المفتوحة                    | ?                    | ?                    |
|             | منظمة العمل الدولية                          | 1919                 | ?                    |
|             | European Air Transport Command ‏              | 1 يوليو 2010         | ?                    |
|             | بنك التنمية الكاريبي ‏                        | ?                    | ?                    |
|             | مجموعة أستراليا                              | 1985                 | 1985                 |
|             | الوكالة الدولية للطاقة الذرية                | 1 أكتوبر 1957        | ?                    |
|             | المرصد الأوروبي الجنوبي                      | 1962                 | 1982                 |
|             | اتحاد المدفوعات الأوروبي ‏                    | ?                    | ?                    |
|             | مجموعة الموردين النوويين                     | ?                    | ?                    |
|             | الوكالة الدولية للطاقة                       | ?                    | ?                    |
|             | المنظمة البحرية الدولية                      | 7 يناير 1959         | ?                    |
|             | منظمة التعاون الاقتصادي والتنمية             | 27 سبتمبر 1961       | 29 مارس 1962         |
|             | المنظمة العالمية للأرصاد الجوية              | 10 يونيو 1954        | ?                    |
|             | وكالة ضمان الاستثمار متعدد الأطراف           | 12 أبريل 1988        | 29 أبريل 1988        |
|             | Organisation for Joint Armament Cooperation ‏ | ?                    | ?                    |
|             | منظمة حظر الأسلحة الكيميائية                 | 29 أبريل 1997        | ?                    |
|             | البنك الإفريقي للتنمية                       | ?                    | ?                    |
|             | الاتحاد الدولي للاتصالات                     | 1866                 | 1866                 |
|             | الصندوق الدولي للتنمية الزراعية              | 14 أكتوبر 1977       | ?                    |
|             | منظمة الشرطة الجنائية الدولية                | ?                    | ?                    |
|             | الاتحاد البريدي العالمي                      | 1 يوليو 1875         | ?                    |
|             | منظمة التجارة العالمية                       | ?                    | 1995                 |
|             | منظمة الأغذية والزراعة                       | 7 نوفمبر 1950        | ?                    |

## أعلام
هذه قائمة لبعض الشخصيات التي تربطها علاقات بالبلدين:
- أوتو الثاني (955 – 7 ديسمبر 983[129])
- إيسابيلا روسوليني (18 يونيو 1952[130][131][132] – )
- برنارت فون بولوف (سياسي ألماني، 3 مايو 1849[133][134][135] – 28 أكتوبر 1929[133][134][135])
- تيرينس هيل (ممثل إيطالي، 29 مارس 1939[136][137] – )
- تيودور أدورنو (فيلسوف ألماني، 11 سبتمبر 1903[138][139][140] – 6 أغسطس 1969[138][139][140])
- ريكاردو مونتوليفو (لاعب كرة قدم إيطالي، 18 يناير 1985[141] – )
- فرانكا بوتينت (كاتبة ألمانية، 22 يوليو 1974[142][143][144] – )
- فرديناندو الأول ملك الصقليتين (12 يناير 1751[145][146][147] – 4 يناير 1825[145][146][148])
- فريدريك الثالث (21 سبتمبر 1415 – 19 أغسطس 1493)
- فريدريك الثاني (26 ديسمبر 1194 – 13 ديسمبر 1250)
- فيتوريو غاسمان (1 سبتمبر 1922[149][150][151] – 29 يونيو 2000[149][150][151])
- فيكتور إيمانويل الثالث (آخر ملوك إيطاليا، 11 نوفمبر 1869[152][153][154] – 28 ديسمبر 1947[152][153][154])
- كارلو ألبيرتو (2 أكتوبر 1798[155] – 28 يوليو 1849[155])
- كلمنس فون برنتانو (شاعر ألماني، 8 سبتمبر 1778[156][157][158] – 28 يوليو 1842[157][159][160])
- ليو فون كابريفي (24 فبراير 1831[161][162] – 6 فبراير 1899[161][162])

## وصلات خارجية
- موقع وزارة الخارجية الألمانية
- موقع وزارة الخارجية الإيطالية